# Cascate di Yellala
Le Cascate di Yellala sono una serie di cascate e rapide del fiume Congo nella Repubblica Democratica del Congo.

## Prime esplorazioni europee

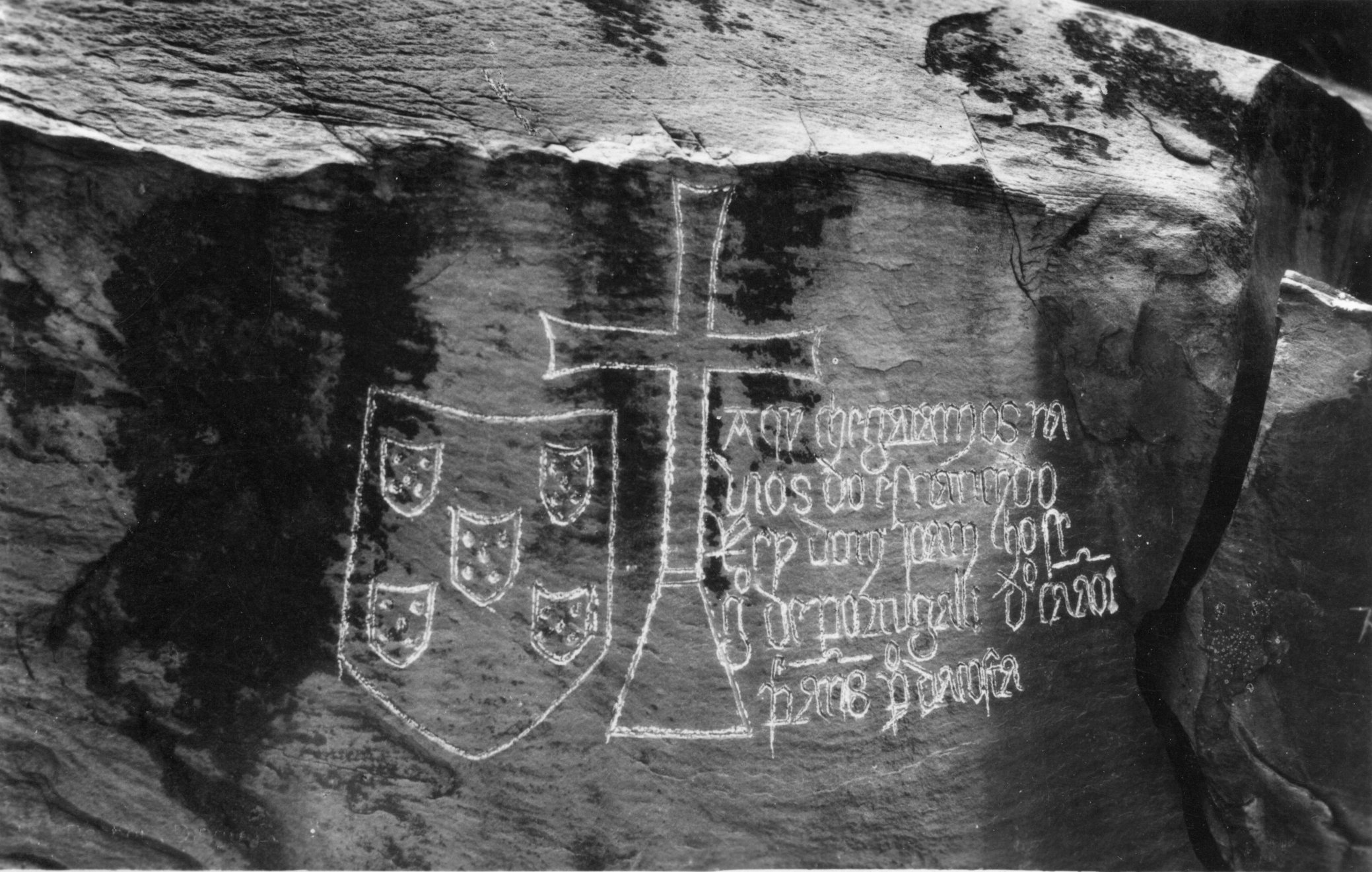
La pietra di Yellala, riportante l'iscrizione del 1485 di Diogo Cão

Le Cascate di Yellala sono state raggiunte dagli europei per la prima volta nel 1485 dall'esploratore portoghese Diogo Cão. Per segnare l'arrivo dell'impero portoghese nella corsa nell'età delle scoperte segnò su una pietra il simbolo di una croce.
La pietra, riscoperte successivamente solo nel 1911, riportava la seguente iscrizione:
(Pietra di Yellala)